# Tleilax Labyrinthus
Il Tleilax Labyrinthus è una formazione geologica della superficie di Titano.